# Małobór, Hạt Kołobrzeg
Małobór [maˈwɔbur] (tiếng Đức: Waldhaus) là một khu định cư ở khu hành chính của Gmina Rymań, thuộc hạt Kołobrzeg, West Pomeranian Voivodeship, ở phía tây bắc Ba Lan. Nó nằm khoảng 3 kilômét (2 mi)  phía tây bắc Rymań, 24 km (15 mi) về phía nam của Kołobrzeg và 86 km (53 mi) về phía đông bắc của thủ đô khu vực Szczecin.

Trước năm 1945, khu vực này là một phần của Đức. Đối với lịch sử của khu vực, xem Lịch sử của Pomerania. 
1. ↑  "Central Statistical Office (GUS) - TERYT (National Register of Territorial Land Apportionment Journal)" (bằng tiếng Ba Lan). ngày 1 tháng 6 năm 2008.